# Grönstjärtad släpkolibri
Grönstjärtad släpkolibri (Lesbia nuna) är en fågel i familjen kolibrier.

## Utseende
Grönstjärtad släpkolibri är en liten kolibri med mycket lång stjärt. Fjäderdräkten är genomgående grönglänsande och näbben är mycket kort och rak. Hanens långa stjärt är slående. Honan är mer fläckad undertill och har kortare stjärt. Arten skiljer sig från den närbesläktade och snarlika arten svartstjärtad släpkolibri genom kortare och rakare näbb, mer bjärt smaragdgrön fjäderdräkt samt kortare och rakare stjärt.

## Utbredning och systematik
Grönstjärtad släpkolibri förekommer i Anderna. Clements et al urskiljer numera sju underarter:
- L. n. gouldii – Colombia, med ett gammalt fynd från västra Venezuela (Merida)
- L. n. gracilis – norra och centrala Ecuador
- L. n. aureliae – sydöstra Ecuador (Azuay till Loja)
- L. n. pallidiventris – norra Peru
- L. n. huallagae – centrala Peru (Huánuco)
- L. n. nuna – sydöstra Peru
- L. n. boliviana – Bolivia (La Paz till Cochabamba)

## Levnadssätt
Grönstjärtad släpkolibri hittas i bergstrakter på mellan 1900 och 3000 meters höjd. Den påträffas vanligen kring skogsbryn eller i buskigt skogslandskap, men kan även ses i torrare och mer öppna områden. Arten besöker tillfälligtvis kolibrimatare, men ses oftare vid blommande buskar.

## Status
Arten har ett stort utbredningsområde och beståndet anses stabilt. Internationella naturvårdsunionen IUCN listar den därför som livskraftig (LC).